# Фуртадо, Габриэл Винисиус
Габриэ́л Вини́сиус де Оливе́йра Фурта́до (порт.-браз. Gabriel Vinicius de Oliveira Furtado); родился 9 декабря 1999 года, Таубате) — бразильский футболист, полузащитник клуба «Сампайо Корреа».

## Биография
Фуртадо — воспитанник клуба «Парана». 25 ноября 2016 года в матче против «Тупи» он дебютировал в бразильской Серии B. В начале 2017 года Габриэл на правах аренды перешёл в «Палмейрас». 25 июня в матче против «Понте-Преты» он дебютировал в бразильской Серии A. По окончании аренда клуб выкупил трансфер игрока.

## Титулы
- Чемпион Бразилии (1): 2018 (не играл)